# 玻恩-哈伯循环
玻恩-哈伯循环是一种用于计算反应热的方法，由德国科学家馬克斯·玻恩和弗里茨·哈伯发明。有时反应热很难或甚至无法直接测出，但根据赫斯定律，反应热的大小与反应物及生成物的初状态与末状态有关，与反应的途径无关，因此如果能够测出各个反应途径的反应热，那么原反应的反应热也就可以计算出来了。

## 例子

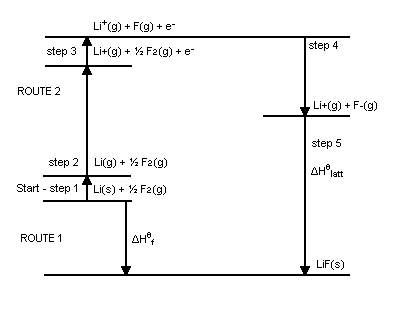
玻恩-哈伯循环

欲求出氟化锂的标准生成焓，可使用下列玻恩-哈伯循环：
{\displaystyle \Delta {\text{H}}_{\text{f}}={\text{V}}+{\frac {1}{2}}{\text{B}}+{\text{IE}}_{\text{M}}-{\text{EA}}_{\text{X}}-{\text{U}}_{\text{L}}}
其中{\displaystyle V}是锂的蒸发热，{\displaystyle B}是氟的键能，{\displaystyle {\text{IE}}_{\text{M}}}是锂的第一电离能，{\displaystyle {\text{EA}}_{\text{X}}}是氟的第一电子亲合能，{\displaystyle {\text{U}}_{\text{L}}}是晶格能。